# Каслванија: Ноктурно
Каслванија: Ноктурно (енгл. Castlevania: Nocturne) америчка је анимирана телевизијска серија коју је створио Клајв Бредли за Netflix. Наставак је серије Каслванија. Темељи се на серијалу Castlevaniaвидео-игара Castlevania. Серија прати Рихтера Белмонта и Марију Ренар који траже савезнике како би зауставили успон вампирског месије.
Добила је позитивне рецензије критичара, који су посебно похвалили анимацију, режију, сценарио, теме и гласовне глумце.

## Радња
Док се шири Француска револуција, Рихтер Белмонт се бори да сачува породично наслеђе и спречи успон немилосрдног вампирског владара жељног моћи.

## Гласовне улоге
| Глумац              | Улога          |
| ------------------- | -------------- |
| Едвард Блуемел      | Рихтер Белмонт |
| Тусо Мбеду          | Анет           |
| Пикси Дејвис        | Марија Ренар   |
| Ричард Дормер       | Емануел        |
| Сидни Џејмс Харкорт | Едуар          |
| Настасја Кински     | Тера Ренар     |
| Зан Макларнон       | Олрокс         |
| Арон Нел            | Мизрак         |
| Софи Скелтон        | Џулија Белмонт |
| Еларика Џонсон      | Дролта Цуентас |
| Франка Потенте      | Ержебет Батори |
| Шерон Д. Кларк      | Сесил Фатиман  |
| Ијан Глен           | Јуст Белмонт   |
| Џејмс Калис         | Алукард Цепеш  |

## Епизоде
| Сезона | Сезона | Епизоде | Епизоде | Оригинална објава   | Оригинална објава   |
| ------ | ------ | ------- | ------- | ------------------- | ------------------- |
|        | 1.     | 8       | 8       | 28. септембар 2023. | 28. септембар 2023. |
|        | 2.     | 8       | 8       | 16. јануар 2025.    | 16. јануар 2025.    |